# George Wettling
Pour les articles homonymes, voir Wettling.
George Wettling, né le 28 novembre 1907 et mort le 6 juin 1968, est un musicien de jazz américain spécialiste des instruments de percussion.